# Nổi loạn Shimabara
Nổi loạn Shimabara hay cuộc khởi nghĩa Shimabara (島原の乱 (Đảo Nguyên loạn) Shimabara no ran) là một cuộc nổi dậy tại địa điểm nay thuộc tỉnh Nagasaki ở vùng Tây Nam Nhật Bản kéo dài từ ngày 17 tháng 12 năm 1637, đến ngày 15 tháng 4 năm 1638, trong thời kỳ Edo. Cuộc nổi dậy này phần lớn liên quan đến nông dân, hầu hết trong số họ là tín đồ Công giáo.
Đó là một trong số ít những trường hợp bất ổn nghiêm trọng trong thời kỳ cai trị tương đối thanh bình của Mạc phủ Tokugawa. Với sự nổi lên của việc xây dựng một lâu đài mới ở Shimabara của gia tộc Matsukura, thuế khoá đã bị đẩy lên đáng kể, gây ra sự tức giận từ phía nông dân địa phương và rōnin (samurai không có chủ nhân). Việc đàn áp tôn giáo của các tín đồ Công giáo địa phương càng làm trầm trọng thêm bất mãn, đã trở thành cuộc nổi loạn công khai vào năm 1637. Mạc phủ Tokugawa đã phái một lực lượng hơn 125.000 quân để đàn áp quân phiến loạn và sau một cuộc bao vây kéo dài chống lại quân nổi dậy tại thành Hara, lực lượng Mạc phủ đã đánh bại quân phiến loạn.
Trong sự trỗi dậy của cuộc nổi loạn, lãnh đạo phiến quân Công giáo Amakusa Shirō bị chặt đầu và việc cấm đạo Công giáo được thi hành nghiêm ngặt. Chính sách ly khai quốc gia của Nhật Bản đã được thắt chặt và chính sách khủng bố Công giáo tiếp tục diễn ra cho đến những năm 1850. Sau sự đàn áp thành công cuộc nổi dậy, daimyō của Shimabara, Matsukura Katsuie, bị chặt đầu vì tội lỗi, trở thành daimyō duy nhất bị chặt đầu trong thời kỳ Edo.

## Diễn tiến và bùng nổ
Vào giữa thập niên 1630, nông dân vùng bán đảo Shimabara và quần đảo Amakusa, do không hài lòng với chế độ thuế khoá nặng nề và chịu ảnh hưởng của nạn đói, đã nổi dậy chống lại các lãnh chúa của họ. Điều này đã diễn ra đặc biệt nổi bật trong lãnh thổ cai trị bởi hai lãnh chúa: Matsukura Katsuie của phiên Shimabara, và Terasawa Katataka của phiên Karatsu. Những người bị ảnh hưởng cũng bao gồm cả ngư dân, thợ thủ công và thương gia. Khi cuộc nổi loạn lan rộng, các rōnin (samurai vô chủ), người đã từng phục vụ các gia tộc, như Amakusa và Shiki, những người đã từng sống trong khu vực, cũng như cựu gia tộc Arima và các thuộc hạ của Konishi, cùng tham gia vào cuộc nổi dậy. Như vậy, hình ảnh một cuộc khởi nghĩa được mô tả hoàn toàn của "nông dân" cũng là không hoàn toàn chính xác.
Shimabara đã từng là phiên thuộc quyền quản lý của gia tộc Arima, vốn là tín đồ Công giáo; kết quả là, nhiều người dân địa phương cũng là Kitô hữu. Gia tộc Arima bị chuyển đi vào năm 1614 và được thay thế bởi gia tộc Matsukura. Vị lãnh chúa mới, Matsukura Shigemasa, hy vọng thăng tiến trong hệ thống cấp bậc Mạc phủ, đã tham gia vào nhiều dự án xây dựng, bao gồm cả việc xây dựng và mở rộng lâu đài Edo, cũng như cuộc xâm lược Luzon ở Đông Ấn Tây Ban Nha (nay là một phần của Philippines). Ông cũng cho tiến hành xây dựng một lâu đài mới tại Shimabara. Kết quả là, ông đã đặt lên một gánh nặng thuế khoá đáng kể không cân xứng cho người dân trong phiên mới của mình và tiếp tục khiến họ tức giận bằng cách đàn áp nghiêm khăc Công giáo. Các chính sách này được tiếp tục thi hành bởi người thừa kế của Shigemasa, Katsuie.
Những cư dân của quần đảo Amakusa, vốn là một phần của thái ấp của Konishi Yukinaga, bị bức hại tương tự dưới sự cai trị của gia tộc Terasawa, giống như Matsukura, đã bị di chuyển đến đó. Các samurai vô chủ khác trong khu vực bao gồm các cựu lãnh tụ của Katō Tadahiro và Sassa Narimasa, cả hai đều từng cai trị một phần của tỉnh Higo.

## Cuộc nổi dậy

### Khởi đầu

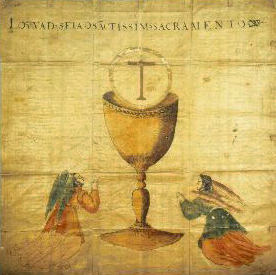
Cờ hiệu của Amakusa Shirō, trong cuộc Khởi nghĩa Shimabara.

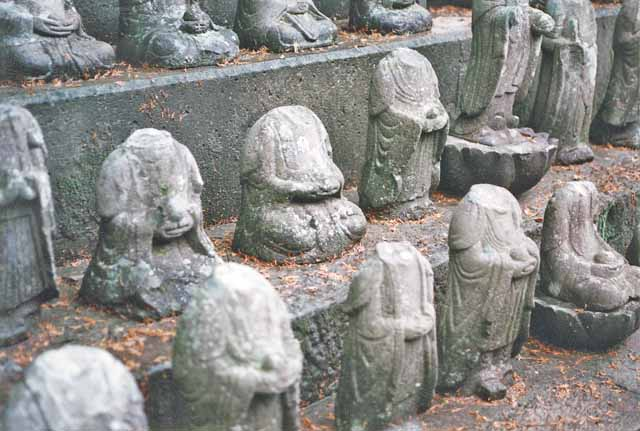
Tượng Địa Tạng vương Bồ tát, bị chặt đầu bởi các Kitô hữu nổi loạn

Các rōnin bất mãn của khu vực, cũng như nông dân, bắt đầu bí mật gặp nhau và âm mưu một cuộc nổi dậy; cuộc nổi dậy này đã nổ ra vào ngày 17 tháng 12 năm 1637, khi vị quan giữ chức daikan (quan về thuế) địa phương là Hayashi Hyōzaemon bị ám sát. Một cách đồng thời, những người khác cũng nhất tề nổi dậy ở quần đảo Amakusa. Lực lượng quân nổi loạn nhanh chóng gia tăng quy mô bằng cách cưỡng bức tất cả người dân trong các khu vực mà họ đã chiếm được gia nhập cuộc nổi dậy. Một thanh niên 16 tuổi có uy tín, Amakusa Shirō, đã sớm được chọn làm thủ lĩnh của cuộc nổi dậy.
Lực lượng quân nổi loạn đã vây hãm các lâu đài Tomioka và Hondo của gia tộc Terasawa, nhưng ngay trước khi các lâu đài sắp thất thủ, quân từ các phiên lân cận trong vùng Kyūshū đã đến, và buộc họ phải rút lui. Lực lượng quân nổi loạn sau đó vượt qua biển Ariake và nhanh chóng bao vây thành Shimabara của Matsukura Katsuie, nhưng lại bị đẩy lùi. Tại thời điểm này, họ tập hợp tại địa điểm của Thành Hara, nơi từng là thành của gia tộc Arima trước khi họ chuyển đến phiên Nobeoka, nhưng đã bị phá huỷ. Họ xây dựng các hàng rào bằng cách sử dụng gỗ từ những chiếc thuyền họ đã dùng để vượt biển, và được hỗ trợ rất nhiều trong việc chuẩn bị bằng số vũ khí, đạn dược và lương thực mà họ đã cướp từ kho chứa của gia tộc Matsukura.

### Cuộc vây hãm thành Hara

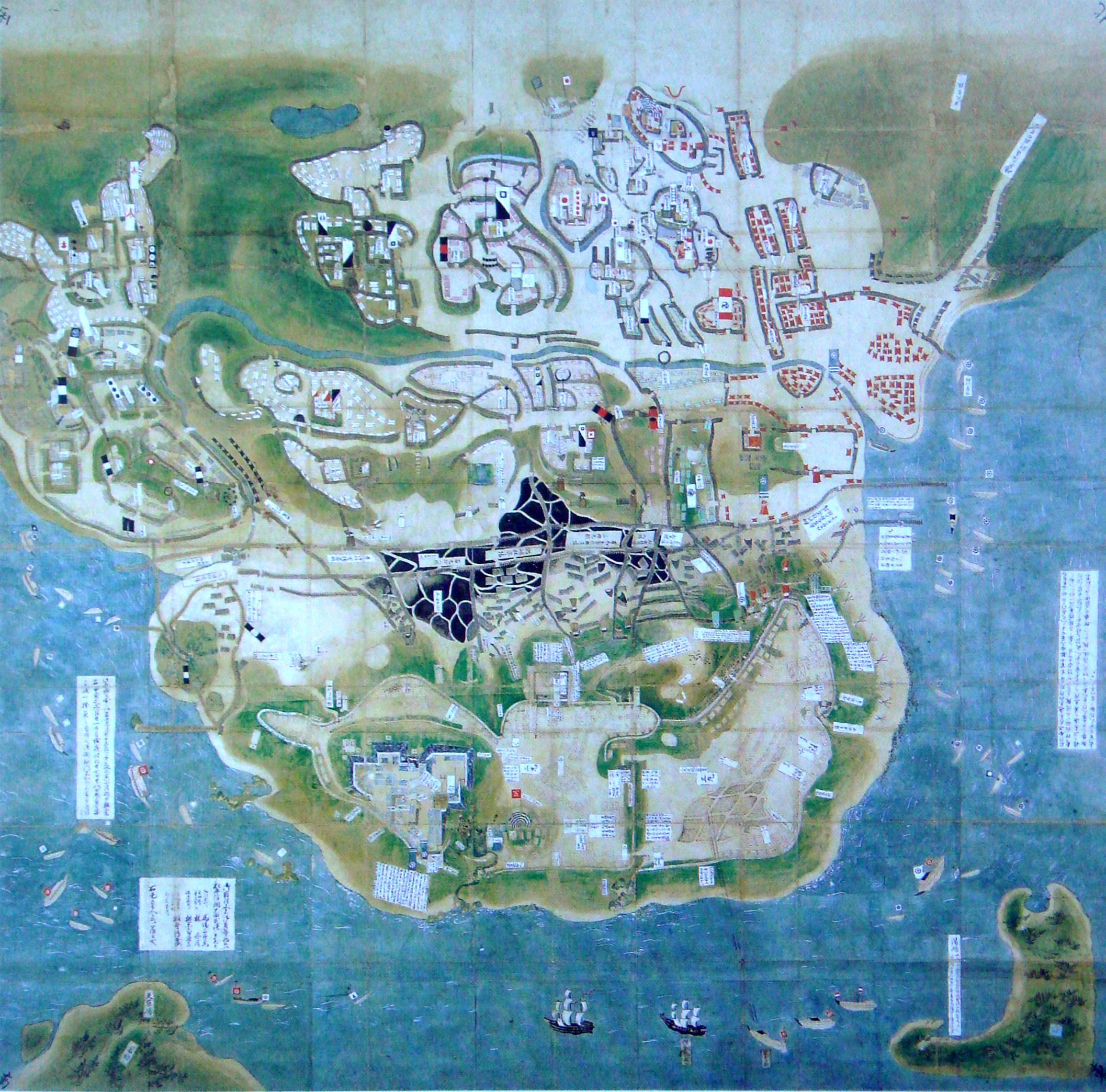
Vây hãm pháo đài Hara

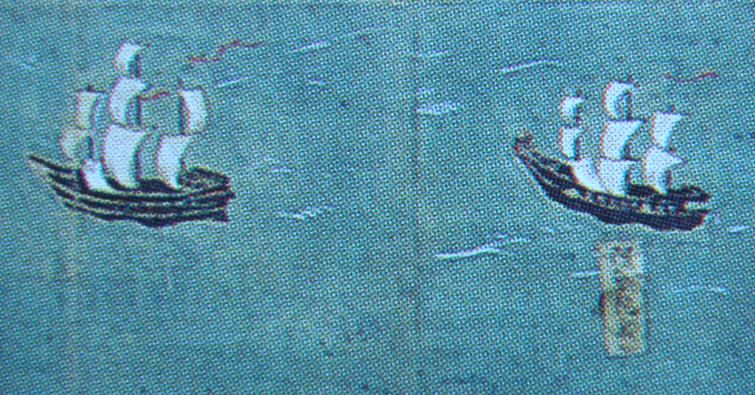
Tàu của Hà Lan tại cuộc vây hãm (chi tiết)

Quân liên minh của các phiên địa phương, dưới sự chỉ huy của Mạc phủ Tokugawa với Itakura Shigemasa làm nguyên soái, sau đó bắt đầu cuộc bao vây thành Hara của họ. Kiếm sĩ Miyamoto Musashi có góp mặt trong lực lượng quân bao vây, trong vai trò cố vấn cho Hosokawa Tadatoshi. Sự kiện mà Musashi bị đánh ngã ngựa bởi một hòn đá ném bởi một trong những nông dân là một trong số ít ghi chép có thể kiểm chứng được về việc ông có tham gia vào một chiến dịch.
Quân đội Mạc phủ sau đó yêu cầu viện trợ từ người Hà Lan, những người ban đầu đã cung cấp cho họ thuốc súng, và sau đó là pháo. Nicolaes Couckebacker, Opperhoofd của đại lý Hà Lan tại Hirado, cung cấp thuốc súng và pháo, và khi lực lượng Mạc phủ yêu cầu ông gửi một tàu chiến, ông đã đích thân đi theo tàu de Ryp đến một vị trí ngoài khơi, gần Thành Hara. Các khẩu pháo được gửi trước đó được gắn trong một dãy khẩu đội, và một vụ bắn phá toàn bộ thành bắt đầu, cả từ các khẩu pháo trên bờ cũng như từ 20 khẩu súng của tàu de Ryp. Những khẩu pháo này bắn khoảng 426 viên đạn trong khoảng 15 ngày, mà không có kết quả rõ rệt, và hai lính gác người Hà Lan bị bắn bởi quân nổi loạn. Con tàu rút lui theo yêu cầu của người Nhật, sau những thông điệp khinh thường được gửi bởi quân nổi loạn cho lực lượng quân bao vây:
Có phải không còn những người lính can đảm trong việc chiến đấu với chúng tôi nữa không, và họ có xấu hổ vì đã kêu gọi sự giúp đỡ của người nước ngoài chống lại đội ngũ nhỏ của chúng tôi không?

### Nỗ lực cuối cùng và sụp đổ
Trong một nỗ lực chiếm lấy lâu đài, Itakura Shigemasa đã bị giết. Nhiều đội quân Mạc phủ dưới quyền Matsudaira Nobutsuna, người thay thế Itakura, đã sớm đến nơi. Tuy nhiên, lực lượng quân nổi dậy tại Thành Hara đã chống lại cuộc vây hãm trong nhiều tháng và gây thiệt hại nặng nề cho Mạc phủ. Cả hai bên đã có một thời gian khó khăn chiến đấu trong điều kiện mùa đông. Vào ngày 3 tháng 2 năm 1638, một cuộc đột kích nổi dậy đã giết chết 2.000 chiến binh từ phiên Hizen. Tuy nhiên, mặc dù có được chiến thắng nhỏ này, lực lượng quân nổi dậy dần hết thức ăn, đạn dược và các nhu yếu phẩm khác.
Vào tháng 4 năm 1638, đã có hơn 27.000 phiến quân phải đối mặt với khoảng 125.000 binh sĩ Mạc phủ. Trong cơn tuyệt vọng, lực lượng quân nổi dậy đã tấn công quân Mạc phủ vào ngày 4 tháng 4 và buộc phải rút lui. Những người sống sót bị bắt và kẻ phản bội duy nhất đồn đại của pháo đài, Yamada Emosaku, đã tiết lộ rằng pháo đài đã hết thức ăn và thuốc súng.
Vào ngày 12 tháng 4 năm 1638, quân Mạc phủ dưới sự chỉ huy của gia tộc Kuroda của Hizen đã xông vào pháo đài và chiếm được lớp phòng thủ bên ngoài. Lực lượng quân nổi dậy tiếp tục chiếm giữ và gây ra thương vong nặng nề cho đến khi họ rời đi vào ngày 15 tháng 4.

### Các lực lượng hiện diện tại Shimabara
Cuộc nổi loạn Shimabara là nỗ lực quân sự lớn đầu tiên kể từ Cuộc bao vây Osaka, nơi Mạc phủ phải giám sát một đội quân liên minh gồm quân đội từ nhiều phiên khác nhau. Nguyên soái đầu tiên, Itakura Shigemasa, có 800 người dưới quyền chỉ huy trực tiếp của mình; người thay thế ông, Matsudaira Nobutsuna, có 1.500 người. Phó chỉ huy Toda Ujikane có 2.500 quân của mình. 2.500 samurai của phiên Shimabara cũng có mặt. Phần lớn quân đội của Mạc phủ được rút ra từ các phiên lân cận của Shimabara. Thành phần lớn nhất, với hơn 35.000 người, đến từ Phiên Saga, và dưới sự chỉ huy của Nabeshima Katsushige. Thứ hai về số lượng là lực lượng của các phiên Kumamoto và Fukuoka; 23.500 người dưới quyền Hosokawa Tadatoshi và 18.000 người dưới quyền Kuroda Tadayuki, tương ứng. Từ phiên Kurume có 8.300 quân dưới quyền Arima Toyouji; từ phiên Yanagawa có 5.500 người dưới quyền Tachibana Muneshige; từ phiên Karatsu, 7.570 dưới quyền Terasawa Katataka; từ Nobeoka, 3.300 dưới quyền Arima Naozumi; từ Kokura, 6.000 người dưới quyền Ogasawara Tadazane và tiền bối Takada Matabei; từ Nakatsu, 2.500 dưới quyền Ogasawara Nagatsugu; từ Bungo-Takada, 1.500 dưới thời Matsudaira Shigenao, và từ Kagoshima, 1.000 người dưới quyền Yamada Arinaga, một thuộc hạ cấp cao của gia tộc Shimazu. Lực lượng duy nhất không tới từ vùng Kyushu, ngoài quân đội riêng của các chỉ huy, là 5.600 người từ phiên Fukuyama, dưới sự chỉ huy của Mizuno Katsunari, Katsutoshi và Katsusada. Ngoài ra còn có một số lượng nhỏ binh sĩ từ các địa điểm khác nhau lên đến 800 người. Tổng cộng, quân đội của Mạc phủ bao gồm hơn 125.800 người. Ngược lại, sức mạnh của các lực lượng nổi loạn không được biết một cách chính xác. Các chiến binh được ước tính có số lượng hơn 14.000 người, những người không tham gia chiến đấu ẩn nấp trong thành trong cuộc bao vây là hơn 13.000. Một nguồn ước tính tổng quy mô của lực lượng nổi loạn ở khoảng giữa 27.000 cho tới 37.000, bằng một phần nhỏ quy mô lực lượng được gửi bởi Mạc phủ.

## Hậu chiến

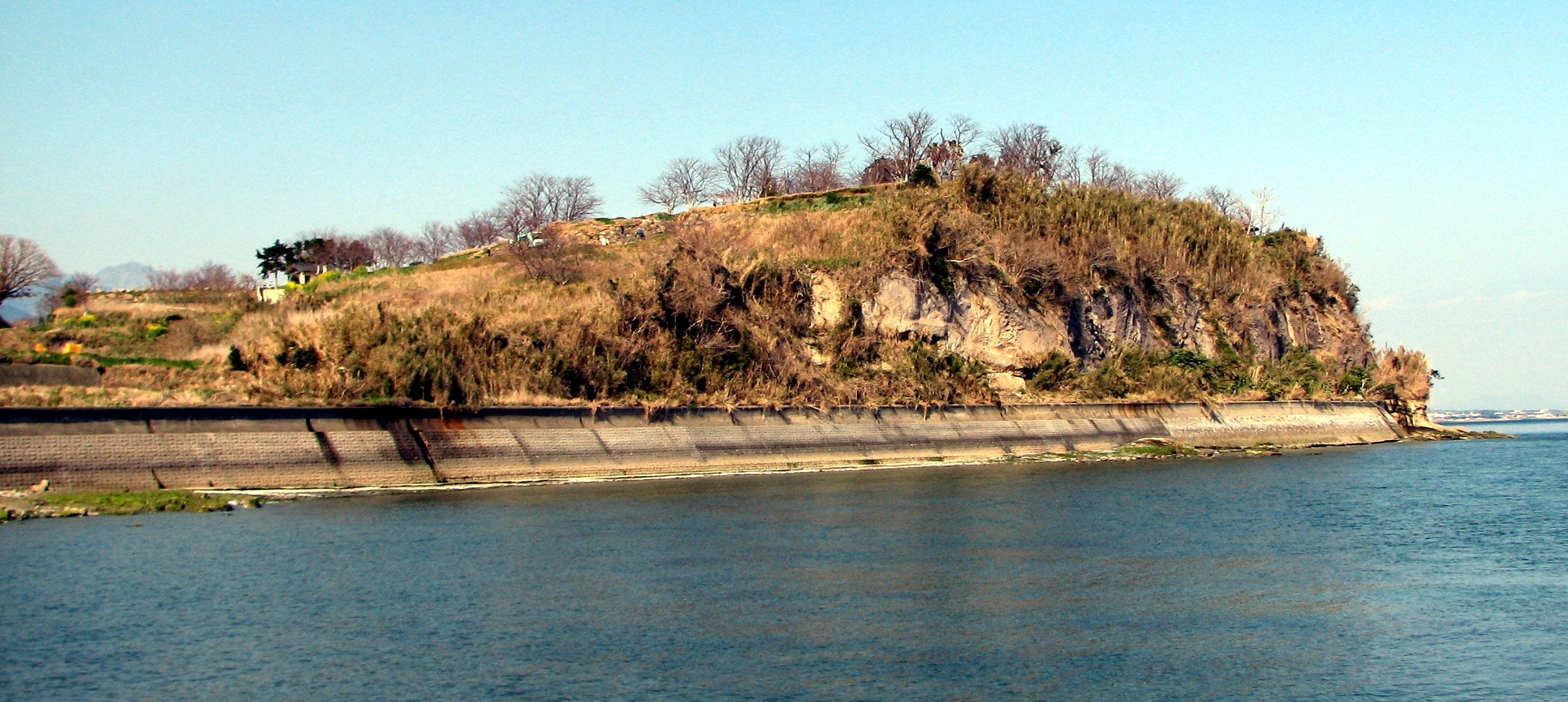
Những tàn tích của thành Hara trên bán đảo Shimabara.

Sau khi thành thất thủ, các lực lượng Mạc phủ đã chặt đầu khoảng 37.000 phiến quân và những người ủng hộ. Đầu của Amakusa Shirō bị chặt và được mang tới Nagasaki để phơi bày thị chúng, và toàn bộ quần thể thành Hara bị đốt cháy và chôn cùng với xác của tất cả những người chết.
Vì chính quyền Mạc phủ nghi ngờ rằng những người Công giáo Châu Âu đã tham gia vào việc quảng bá cuộc nổi dậy, các thương nhân Bồ Đào Nha bị đuổi ra khỏi đất nước. Chính sách ly khai quốc gia đã được thực hiện nghiêm ngặt hơn vào năm 1639. Một lệnh cấm đang tồn tại về tôn giáo Công giáo sau đó được thực thi nghiêm ngặt, và Công giáo ở Nhật Bản chỉ có thể tồn tại bằng cách hoạt động ngầm.
Một phần khác của các hành động từ Mạc phủ sau cuộc nổi loạn là tha thứ cho các gia tộc đã hỗ trợ nỗ lực quân sự từ những đóng góp xây dựng mà họ thường xuyên yêu cầu từ nhiều phiên khác nhau. Tuy nhiên, phiên của Matsukura Katsuie được trao cho một lãnh chúa khác, Kōriki Tadafusa, và Matsukura bắt đầu bị gây áp lực từ phía Mạc phủ để thực hiện nghi lễ tự tử trong danh dự, được gọi là seppuku. Tuy nhiên, sau khi cơ thể của một nông dân được tìm thấy trong nơi cư trú của mình, chứng minh cho sự giả dối và tàn bạo của mình, Matsukura đã bị chặt đầu tại Edo. Gia tộc Terazawa sống sót, nhưng bị diệt vong trong gần 10 năm sau đó, do Katataka không có người kế nhiệm.
Trên bán đảo Shimabara, hầu hết các thị trấn trải qua một cuộc khủng hoảng nghiêm trọng đối với tổng dân số do kết quả của cuộc nổi dậy. Để duy trì cánh đồng lúa và các loại cây trồng khác, những người nhập cư đã được đưa từ các khu vực khác trên khắp Nhật Bản để tái định cư đất đai. Tất cả các cư dân được đăng ký với những đền thờ địa phương, có tu sĩ được yêu cầu phải xác minh liên kết tôn giáo của các thành viên của họ. Sau cuộc nổi dậy, Phật giáo đã được thúc đẩy mạnh mẽ trong khu vực. Một số phong tục đã được giới thiệu mà vẫn còn là độc nhất cho khu vực này ngày nay. Các thị trấn trên bán đảo Shimabara cũng tiếp tục có sự kết hợp đa dạng của các phương ngữ do sự nhập cư đại chúng từ các khu vực khác của Nhật Bản.
Ngoại trừ các cuộc nổi dậy nông dân định kỳ, địa phương hóa, Khởi nghĩa Shimabara là cuộc đụng độ vũ trang quy mô lớn cuối cùng ở Nhật Bản cho đến thập niên 1860.